# لباس سباحة

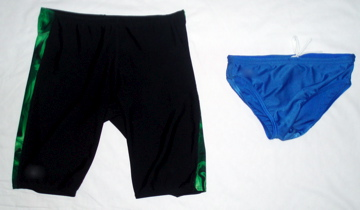
لباسي بحر طويل وقصير

لباس السباحة أو ثوب السباحة (بالإنجليزية: Swimsuit)‏ أو التُّبَّان أو لباس البحر أو المَعَامَةُ و يقال له بالعاميَّة مَيُّوْه (من الفرنسية: Maillot de bain)، هو مادة من القماش مصنوعة للارتداء أثناء السباحة، يمكن أن يكون لباس البحر ضيق على الجلد أو واسع كما يلائم معتقدات أو رؤية مرتديه، تعتبر شركة سبيدو من أشهر الشركات في صنع لباس لبحر.

## الأنواع والأشكال

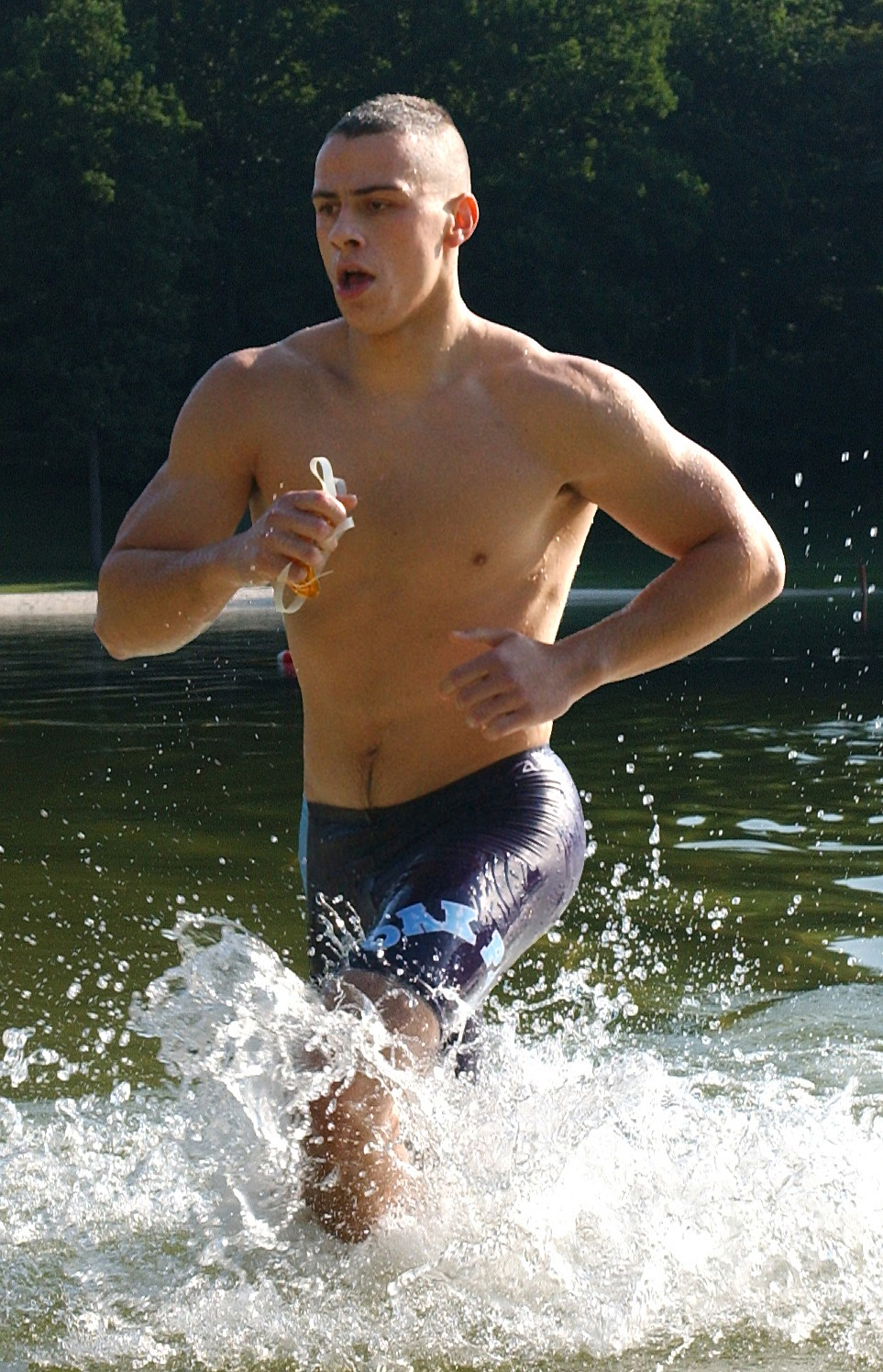
أحد الجنود أثناء الركض في البحر

### لباس السباحة الرجالي
مايوه الرجال عبارة عن قطعة واحدة تغطي فقط خصر الرجل من الأمام (الأعضاء التناسلية) والخلف (المؤخرة).

### لباس السباحة النسائي
المايوه النسائي نوعان الأول قطعة واحدة مكشوف الظهر والكتف وكامل السيقان والنوع الثاني يطلق عليه البكيني وهو عبارة عن قطعتان لا تغطي القطعة الأولي سوى الثدي ـ أو الحلمات فقط ـ والقطعة الثانية للأجزاء السفلية. وهناك بعض النساء لا يفضلن ارتداء القطعة الأولى التي تغطي الثدي ويفضلن السباحة والتشمس عاريات الصدر ويسمى ذلك توبلس

#### لباس السباحة الشرعي
وهو أحدث نسخة من ألبسة السباحة حيث يغطي كافة الجسد ويعطي للمرأة المسلمة الحرية في السباحة بدون تكشف مفاتنها، وهو ما تحرمه الشريعة الإسلامية. هذا الملبس يتميز بتنورة قصيرة تغطي منطقة الوسط هذا النوع منتشر في تركيا، الولايات المتحدة الأمريكية، أستراليا وأوروبا, وبدأ ينتشر هذه الفترة "2008" في البلدان العربية خاصة مصر....

### لباس البحر الرياضي
وهو على عكس لباس البحر العادي حيث أن غرضه الأول المنافسات الرياضية، فهو يقلل من الأحتكاك ومقاومة الماء، مما يزديد من الدفعة الأمامية وبالتالي كفائة السباحيين، أيضا يقوم هذا النوع من ألبسة البحر بالسماح بالحركة السهلة ويقال أنها تقلل من الاهتزازات العصبية للعضلات

## لمحة تاريخية

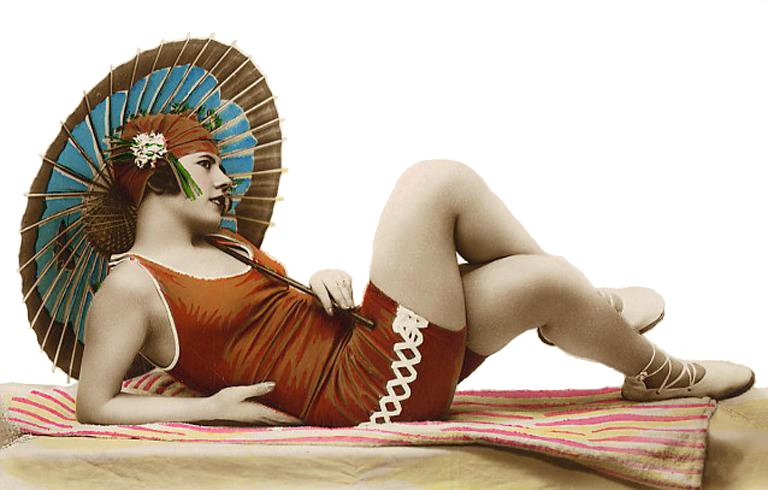
صورة لباس بحر نسائي تعود لعام 1920م في الولايات المتحدة.

## معرض صور

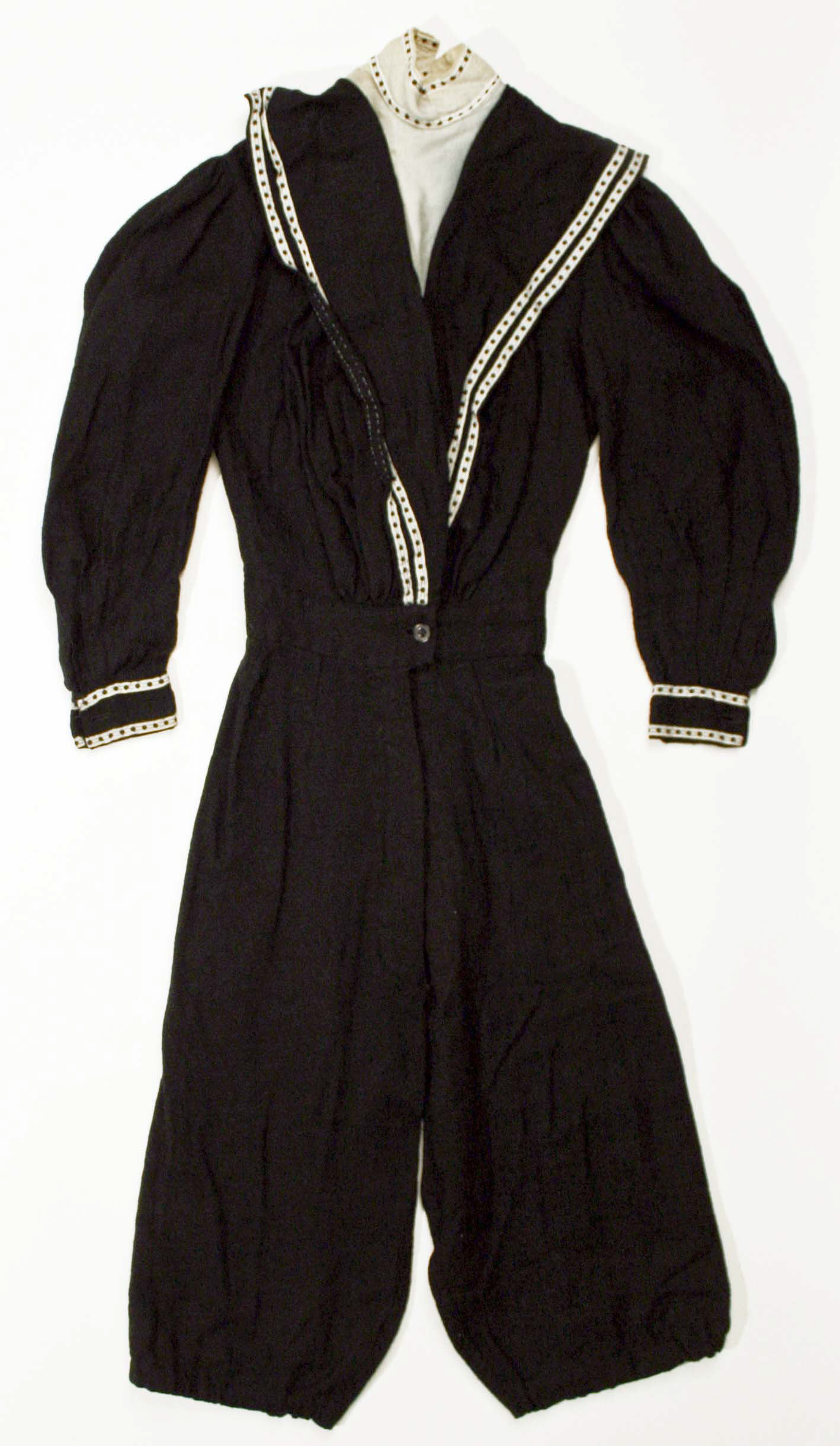
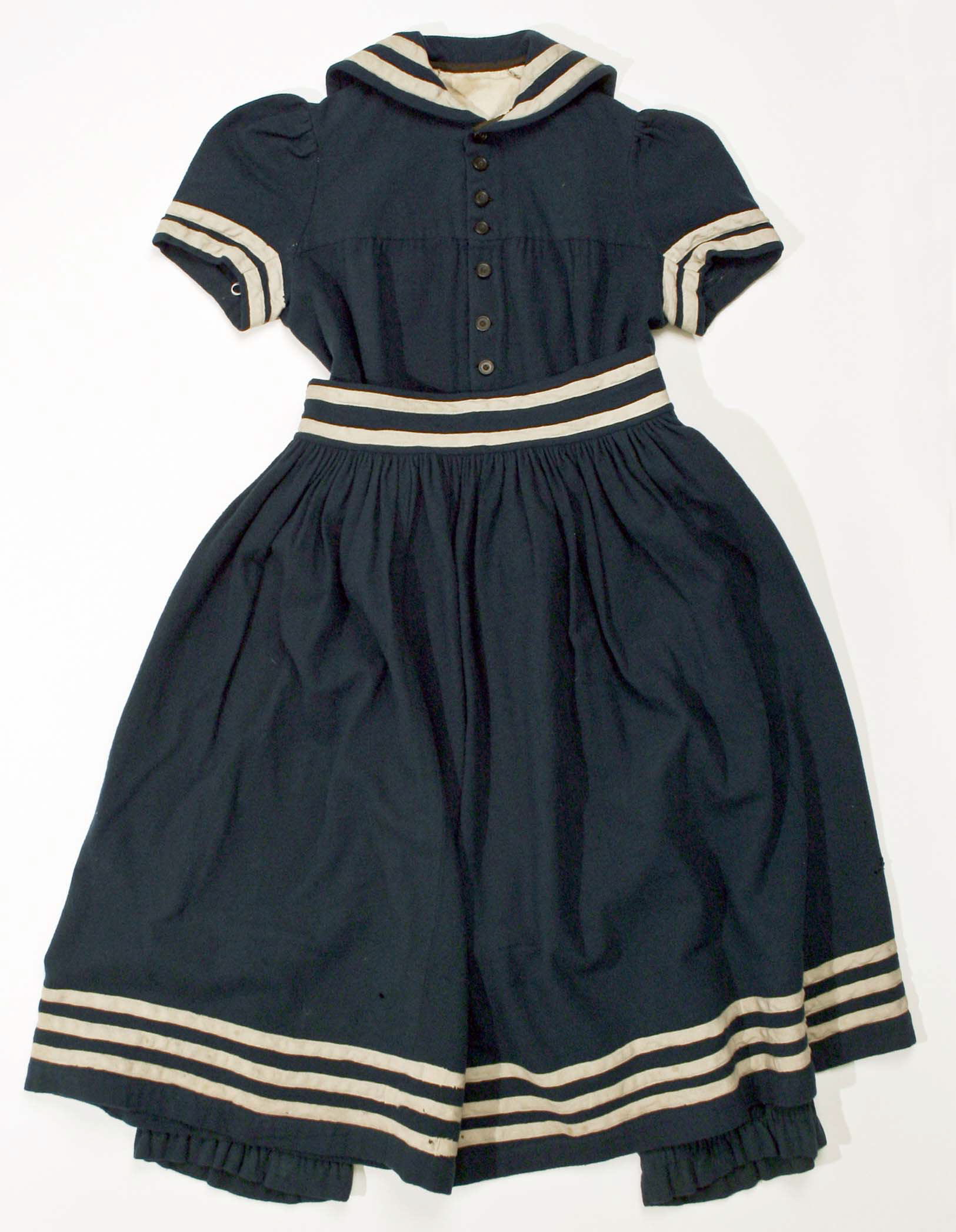
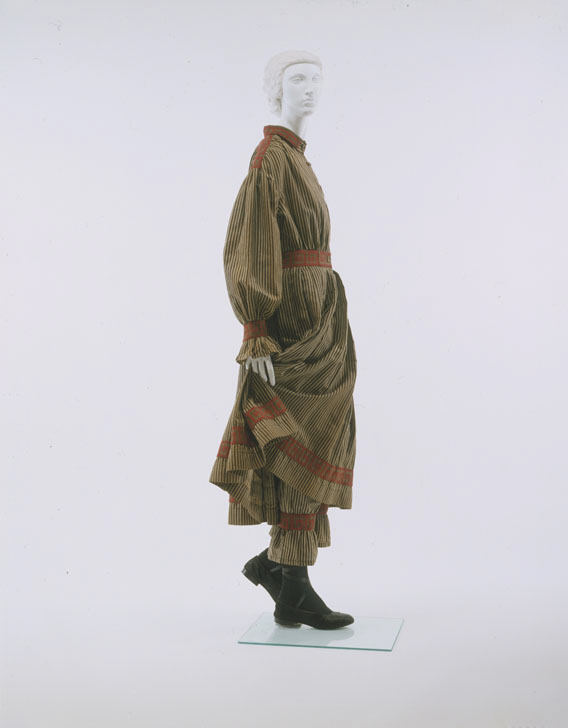